# مركز عبادي للدراسات والنشر
مركز عبادي للدراسات والنشر مكتبة ودار نشر يمنية اشتهرت باسم «مكتبة عبادي». يعود تاريخ تأسيس المكتبة إلى العام 1890 حيث أسسها في مدينة عدن الحاج عبادي حسن، توصف المكتبة بأنها اقدم مكتبة ودار نشر في الجزيرة العربية وكان اسمها الرسمي عند انشائها (دار الكتب العربية).
في العام 1994 انتقل الباحث الزراعي نبيل عبداللطيف عبادي حفيد مؤسس المكتبة إلى العاصمة اليمنية صنعاء وأعاد افتتاحها وحولها إلى دار نشر تحت اسم مركز عبادي للدراسات والنشر.
أصدرت المكتبة آلاف الكتب قبل أن تتعرض للإغلاق من قبل وزارة الثقافة في العام 2002 على خلفية أزمة رواية قوارب جبلية، لتستأنف نشاطها مجدداً في العام 2003، وقد بلغ عدد إصداراتها حتى العام 2008 1660 كتاباً، غير أن نشاط المكتبة تعرض للتراجع بسبب الأحداث التي مرت بها اليمن بدءاً من العام 2011، توقفت عن الطباعة بشكل نهائي في عام 2014 بعد دخول الحوثيين لصنعاء وتدهور الوضع الأمني والاقتصادي وانقطاع التيار الكهربائي بشكل كامل عن العاصمة اليمنية.
أقام مدير الدار نبيل عبداللطيف عبادي في العام 2015 معرضاً مشتركاً مع وزارة الثقافة خصص لبيع مخزون المكتبة من الكتب.